# Коморі
Коморі (рум. Comori) — село у повіті Муреш в Румунії. Входить до складу комуни Гургіу.
Село розташоване на відстані 272 км на північ від Бухареста, 33 км на північний схід від Тиргу-Муреша, 98 км на схід від Клуж-Напоки, 132 км на північний захід від Брашова.

## Населення
За даними перепису населення 2002 року у селі проживали 237 осіб, з них 234 особи (98,7%) румунів. Рідною мовою 234 особи (98,7%) назвали румунську.